# Таркавиця
Таркавиця (пол. Tarkawica) — село в Польщі, у гміні Острувек Любартівського повіту Люблінського воєводства.
Населення — 521 особа (2011).

## Демографія
Демографічна структура станом на 31 березня 2011 року:
|          | Загалом | Допрацездатний вік | Працездатний вік | Постпрацездатний вік |
| -------- | ------- | ------------------ | ---------------- | -------------------- |
| Чоловіки | 271     | 57                 | 172              | 42                   |
| Жінки    | 250     | 40                 | 116              | 94                   |
| Разом    | 521     | 97                 | 288              | 136                  |